# 9月12日 (旧暦)
旧暦9月12日は旧暦9月の12日目である。六曜は友引である。

## できごと
- 文永8年（ユリウス暦1271年10月17日） - 日蓮が佐渡島に流される
- 元亀元年（ユリウス暦1570年10月11日） - 本願寺顕如が諸国の門徒に呼びかけて挙兵し織田信長の陣営を襲撃。10年に及ぶ石山合戦が始まる
- 元亀2年（ユリウス暦1571年9月30日） - 織田信長が比叡山焼き討ち
- 明治5年（グレゴリオ暦1872年10月14日） - 新橋 - 横浜間の日本初の鉄道が正式開業。翌日から営業（鉄道の日）

## 忌日
- 大化元年（ユリウス暦645年10月7日） - 古人大兄皇子、舒明天皇の第一皇子（* 生年不詳）
- 治安2年（ユリウス暦1022年10月10日） - 当子内親王、三条天皇の第一皇女（* 1001年）
- 仁治3年（ユリウス暦1242年10月7日） - 順徳天皇、84代天皇（* 1197年）
- 元和5年（グレゴリオ暦1619年10月19日） - 藤原惺窩、儒学者（* 1561年）
- 寛永8年（グレゴリオ暦1631年10月7日） - 加藤嘉明、伊予松山藩主（* 1563年）
- 寛文4年（グレゴリオ暦1664年10月30日） - 南部重直、第2代盛岡藩主（* 1606年）
- 正徳元年（グレゴリオ暦1711年10月23日） - 松平昌親、福井藩主（* 1640年）
- 文政4年（グレゴリオ暦1821年10月7日） - 塙保己一、国文学者（* 1746年）